# Battlefield 2
Battlefield 2 (abreviado BF2) es un videojuego de disparos en primera persona, el tercero de la serie Battlefield, desarrollador por EA Digital Illusions CE y distribuido por Electronic Arts. Los jugadores luchan en un moderno campo de batalla usando armamento militar moderno. Cuenta con algunos elementos de estrategia y shooter táctico.
BF2 incluye un modo de un jugador con tres niveles de dificultad y un modo multijugador vía Internet o LAN. Ambos modos usan los mismos mapas y el mismo modo de juego: por conquista (tipo de juego)conquista. El modo de un jugador permite 16 jugadores controlados por la computadora, mientras que el modo por Internet permite hasta 64 jugadores. Una versión llamada Battlefield 2: Modern Combat fue lanzada las plataformas Xbox, PlayStation 2 y Xbox 360, que contaba con mejoras en el modo multijugador. 
El modo de un solo jugador presenta misiones que involucran enfrentamientos entre el Cuerpo de marines de los Estados Unidos, el Ejército Popular de Liberación de China y la ficticia Coalición del Medio Oriente. El aspecto multijugador del juego permite a los jugadores organizarse en escuadrones que están bajo el liderazgo de un solo comandante para promover el trabajo en equipo. La historia tiene lugar a principios del siglo XXI durante una guerra mundial ficticia entre varios bloques de poder: China, la Unión Europea, la ficticia Coalición del Medio Oriente (MEC), Rusia y los Estados Unidos. El juego se desarrolla en diferentes frentes, ya que las fuerzas estadounidenses y de la Unión Europea invaden Oriente Medio y China, y las fuerzas chinas y MEC invaden Estados Unidos. Una secuela, Battlefield 3, fue lanzado en octubre de 2011.

## Características
Dentro de cada equipo los jugadores pueden elegir el tipo de soldado que quieres ser (Fuerzas especiales, Francotirador, Asalto, Ingeniero, Apoyo, Médico o Antitanque).
El juego es conocido por la posibilidad de conducir numerosos vehículos, entre los que encontramos helicópteros, cazas, buques, tanques y vehículos blindados de combate. También cuenta con un chat por voz y mensajería, junto con los mensajes radiofónicos predeterminados para solicitar ayuda, apoyo, etc.
Battlefield 2 también cuenta con un sistema de rangos, en el cual se asciende ganando experiencia en el campo de batalla (solo en servidores oficiales y los conocidos como "Private Rank").
El juego ha sido criticado por su falta de dificultad a la hora de conducir los vehículos y que los combates cuerpo a cuerpo son un tanto simples. Estos aspectos negativos se han ido corrigiendo en parches posteriores.
Por otro lado, ha sido alabado por obligar a los jugadores a jugar en equipo para llegar a la victoria final, excelentes gráficos, impresionantes escenarios de mapas, y un sistema de juego realmente inmersivo y realista.

## Vehículos
En Battlefield 2, el jugador podrá utilizar más de 25 vehículos entre ellos tanques, helicópteros, aviones de combate y muchas clases de vehículos militares de aquella época 

### Vehículos rápidos
- LYT
- Chenowth FAV

### Vehículos de Transporte
- HMMWV
- GAZ Vodnik
- Nanjing 2046

### Transportes blindados de personal
- LAV-25
- BTR-90
- WZ551

### Tanques de combate principal
- M1A2
- T 90
- Tipo 98

### Vehículos antiaéreos
- M6 Linebacker
- Tunguska
- PGZ-95

## Aeronaves

### Cazas polivalentes
- F 18
- F 35
- MiG 29
- J 10

### Cazabombarderos
- F 15
- Su 34
- Su 30
- AH 1Z
- Mi 28
- WZ 10
- Black Hawk

### No tripuladas
- UAV

## Navales
- RIB
- USS Essex
- LCAC (nunca utilizado en el juego)

## Armas y otros

### Miscelánea
- Cuchillo
- Granada de mano

### Pistolas
- 92FS
- MR-444
- QSZ-92

### Escopetas
- M11-87
- NOR 982
- S 12K
- DAO 12
- MK 3A1
- Benelli M4

### Subfusiles
- MP5
- Tipo 85
- PP 19
- P90
- MP7

### Fusiles
- AK 47
- AK 101
- G3
- M16A2
- SCAR-L
- SCAR-H
- HK53A3
- FAMAS
- M82A1
- M 95
- SVD
- Tipo 88
- L96A1
- M24

### Carabinas
- QBZ 97
- AK 74U
- G36C
- G36K
- M4
- L85A2

## Soldados
Además, a medida que vayas ganando rango, desbloquearas diferentes armas en cada especialidad, con la que conseguirás mucha más efectividad en tus disparos.

### Fuerzas especiales
Rápidos y letales, los soldados de las fuerzas especiales van armados con pistolas con silenciador para que puedas eliminar a los objetivos con total sigilo; pero si lo que quieres es hacer ruido, entonces los explosivos C4 harán el efecto deseado. Utiliza el C4 para volar puentes o instalaciones enemigas claves e incluso vehículos. 
Equipamiento:
- Granada
- Pistola 9mm con silenciador 92 FS-MR-444-QSZ-92
- Carabina M4-AK-74U-QBZ-95
- Explosivo C4

### Francotirador
Al llevar camuflaje podrás permanecer oculto en un buen escondite desde donde abatir al enemigo a distancia con el rifle de francotirador. Cuida bien la respiración para que la mira permanezca quieta. Además del rifle de francotirador, también dispones de minas claymore. El detonador de estas minas puede ser muy delicado, por eso asegurate de salir disparado de allí tras colocar la mina.
Equipamiento:
- Granada
- Pistola 9mm con silenciador 92FS-MR-444-QSZ-92
- Francotirador M24 SWS-Dragunov SVD-Tipo 88
- Mina Claymore

### Soldado de Asalto
Este soldado, el caballo de tiro de cualquier equipo de asalto, combina una elevada potencia de tiro con una gran movilidad. El conjunto ametralladora-lanzagranadas te convierte en una fuerza a tener en cuenta en cualquier campo de batalla, al tiempo que las granadas de humo te proporcionan protección ante una cautelosa retirada. 
Equipamiento:
- Cuchillo
- Pistola 9mm 92 FS-MR-444-QSZ-92
- Fusil de asalto M16A2 con lanzagranadas M203-AK-101- AK-47
- Lanzagranadas M203-GP-30-GP-25
- Granada de humo (no lacrimógeno)

### Soldado de Apoyo
Es el encargado de aprovisionar de munición a los compañeros de equipo. Tiene a su disposición ametralladoras pesadas, que suelen dispararse mejor desde el suelo, además de una pistola y granadas de mano.
Equipamiento:
- Cuchillo
- Pistola 9mm 92FS-MR-444-QSZ-92
- Ametralladora ligera M249 SAW-RPK-74-Tipo 95
- Granada de mano
- Bolsa de Munición

### Ingeniero
Los ingenieros consiguen puntos manteniendo a punto y funcionando los vehículos ocupados por soldados amigos, así que prepara la llave inglesa. También podrás reparar puentes cruciales para los planes de tu bando. Para conseguir puntos adicionales, salta a ciertos vehículos y conviértelos en vehículos de reparación, móviles que reparan automáticamente los vehículos amigos más cercanos.
Los ingenieros van equipados con escopetas y minas antivehículo.
Equipamiento:
- Cuchillo
- Pistola 9mm 92FS-MR-444-QSZ-92
- Escopeta Remington 11-87-Saiga 12K-Norinco 982
- Granada de mano
- Mina antitanque
- Llave (para reparar vehículos y remover explosivos)

### Médico
Como médico conseguirás puntos por curar y reanimar a tus compañeros de equipo. También puedes saltar a ciertos vehículos y convertirlos en ambulancias y de este modo curar automáticamente a todos los compañeros cercanos.
Equipamiento:
- Cuchillo
- Pistola 9mm 92FS-MR-444-QSZ-92
- Fusil de asalto M16A2-AK-101-AK-47
- Granada de mano
- Bolsa de primeros auxilios
- Desfibrilador

### Soldado Antitanque
El misil antitanque produce el mayor impacto de todas las armas de mano; dentro de Battlefield 2 se usan los tipos de misiles antitanques modernos, el ERYX y el SRAW.Incluso podrás guiar el misil hasta cierta distancia.
Dispone además de una ametralladora con dos modos de disparo; uno para corta y otro para larga distancia.
Equipamiento:
- Cuchillo
- Pistola 9mm 92FS-MR-444-QSZ-92
- Subfusil MP5A3-PP-19-Tipo 85
- Misil antitanque SRAW-ERYX

## Expansiones
La primera expansión es Special Forces, en el que el juego toma un enfoque más táctico, presentando el combate entre fuerzas de élite. Los escenarios nocturnos, así como elementos propios de juegos de espionaje tales como las gafas de visión nocturna, gas lacrimógeno o las granadas aturdidoras hacen aparición en esta secuela, tanto como los ganchos para escalar muros y ballestas para alcanzar lugares lejanos, así como nuevas armas que también pueden ser desbloqueadas para usar en el juego. Este incluye los equipos como: Marines Navy SEALs, SAS, Spetsnaz rusos, Fuerzas Especiales del Oriente Medio, Rebeldes e Insurgentes.
La segunda expansión es Battlefield 2: Modern Combat que fue el primer juego de Battlefield publicado para videoconsolas Xbox, PlayStation 2 y Xbox 360.

## "Booster Packs"
Euro Force:
Añade una facción: la Unión Europea. Incluye nuevas armas, 3 mapas nuevos y nuevos vehículos.
como el Eurofighter Typhoon, entre otros.
Los 3 mapas están de esta manera: 2 mapas en Oriente Medio y 1 en China.
La Unión Europea se ha aliado al Cuerpo de Marines de Estados Unidos, para derrotar a los enemigos asiáticos, el Ejército Popular de Liberación y la Coaliación de Oriente Medio
Armored Fury:
Este Booster Pack se centra en el combate en suelo estadounidense, añadiendo 3 mapas, nuevos vehículos, aviones, helicópteros, etc. 
La Coaliación de Oriente Medio y el Ejército Popular de Liberación 
han llegado a Estados Unidos, donde buscarán dominar el mundo reduciendo a la máxima potencia mundial. 
Los tres mapas están de esta manera:
2 en la costa este y uno en Alaska.
Desde aviones como el Fairchild-Republic A-10 Thunderbolt II, hasta el MD Helicopters MH-6 Little Bird, son algunos vehículos de este pack.

### Requerimientos
OS: Windows XP 32-bits (SP3), Windows 7(SP1), Windows Vista32-bits (SP2)
- Procesador: 1,7 GHz Intel Celeron D/Pentium 4 o AMD Athlon XP/Sempron o superior
- RAM: 512 MB o superior
- Unidad lectora: unidad de DVD de 8X o superior. (si es versión no es descargable)
- Disco duro: 2,3 GB de espacio libre o más.
- Vídeo: Compatible con DirectX 9.0c

-- La tarjeta gráfica tiene que tener 128 MB de memoria o más y uno de los siguientes chipsets:
NVIDIA GeForce FX 5700 o superior; ATI Radeon 8500 o superior
- Sonido: Compatible con DirectX 9.0c
- El juego en multijugador necesita una conexión de banda ancha (cable, ADSL o superior).

Internet o Red (2-64 jugadores)